# خرسی به نام آرتور
خرسی به نام آرتور (ایتالیایی: Un orso chiamato Arturo) یک فیلم ایتالیایی به کارگردانی سرجو مارتینو است که در سال ۱۹۹۲ منتشر شد.

## بازیگران
- جرج سیگال
- کارول اَلت
- ماتیا اسبراجا
- هاروهیکو یامانوچی